# Cordyline indivisa
Cordyline indivisa (Engels: mountain cabbage tree of bush flax, Maori: tōī) is een soort uit de aspergefamilie (Asparagaceae). Het is een palmachtige, kleine boom met weinig rechtopstaande takken en taaie lange brede puntige blauwgroene bladeren. Deze bladeren zijn 1 tot 2 meter lang en 10 tot 15 centimeter breed. De bladeren zijn meestal rechtopstaand, dode bladeren hangen langs de stam naar beneden. De boom heeft witte bloemen en kleine blauwachtige vruchtjes.
De soort komt voor in Nieuw-Zeeland. De soort komt op het Noordereiland voor ten zuiden van de Hunua Ranges en de Moehau Range. Op het Zuidereiland komt de soort voor in de noordelijke en westelijke delen van het eiland.
De boom groeit in bergbossen en sub-alpien struikgewas, waar het gewoonlijk groeit in geulen en bij valleihoofden. In laaglandgebieden komt de soort alleen voor waar de fysieke geografie een koel klimaat veroorzaakt.